# Dan sjećanja na holokaust
Dan sjećanja na holokaust i sprečavanja zločina protiv čovječnosti međunarodni je dan sjećanja kojim se želi podsjetiti na sve žrtve holokausta, genocida europskih Židova kojeg je nacistička Njemačka provodila između 1941. i 1945. godine tijekom Drugog svjetskog rata.
Ovaj se Dan obilježava diljem Europe, a u najvećem broju europskih zemalja za datum obilježavanja izabran je 27. siječnja. Na taj dan 1945. Crvena armija oslobodila je 7500 zatvorenika koje su za sobom ostavili nacisti u koncentracijskom logoru Auschwitz u Oświęcimu u Poljskoj. Tog se datuma ovaj Dan sjećanja obilježava i u Republici Hrvatskoj.
Hrvatska je u studenome 2005. postala stalnom članicom Radne skupine za međunarodnu suradnju na području obrazovanja, sjećanja i istraživanja o holokaustu, a pojačana je osobito obrazovna djelatnost u tom smislu. U Izraelu, koji Dan sjećanja na holokaust obilježava u proljeće, od ove se godine istoga dana obilježava Nacionalni dan borbe protiv antisemitizma. Izraelske škole, vojska, javne institucije i mediji provode posebne programe koji se bave antisemitizmom u svijetu.

## Vanjske poveznice
- UN - Holocaust Remembrance (engl.)
- [neaktivna poveznica]
- Jad vaŠem  Arhivirana inačica izvorne stranice od 4. veljače 2016. (Wayback Machine) (engl.)